# Lester Moré
Lester Moré Henninghom (Ciego de Ávila, 15 luglio 1977) è un ex calciatore cubano.

## Carriera

### Club
Ha trascorso gran parte della propria carriera a Cuba, per poi trasferirsi negli Stati Uniti e a Puerto Rico.

### Nazionale
Ha vestito la maglia della Nazionale cubana dal 1996 al 2007, totalizzando 44 presenze e 29 realizzazioni , detenendo il record di miglior marcatore cubano.